# روداب السفلي (غرمسار كرمان)
روداب السفلی (بالفارسية: روداب سفلی) هي منطقة سكنية تقع في إيران في قسم غرمسار الریفي. يقدر عدد سكانها بـ 241 نسمة بحسب إحصاء 2016.